# Lisa Brennan-Jobs

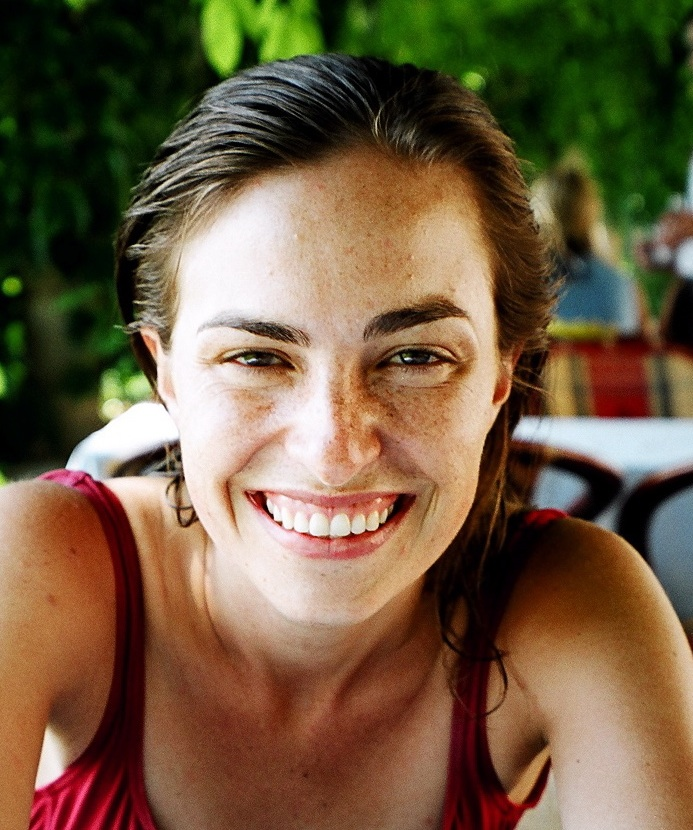
Lisa Brennan-Jobs (2005)

Lisa Nicole Brennan-Jobs (geborene Brennan; * 17. Mai 1978 in Portland, Oregon) ist eine US-amerikanische Autorin und die älteste Tochter von Apple-Mitgründer Steve Jobs.

## Leben
Brennan-Jobs’ Mutter Chrisann und Steve Jobs lernten sich 1972 auf der Homestead High School in Cupertino, Kalifornien kennen und waren – mit Unterbrechungen – fünf Jahre lang ein Paar. Als Chrisann Brennan schwanger wurde, bestritt Jobs, der Vater des Kindes zu sein. Daraufhin trennte Brennan sich von ihm und lebte mit ihrer Tochter zunächst von Sozialhilfe. Zwei Jahre nach der Geburt verklagte Chrisann Brennan Steve Jobs, der inzwischen mit dem von ihm mitgegründeten Technologieunternehmen Apple zum Multimillionär geworden war, auf Kindesunterhalt. Nachdem das Ergebnis eines DNA-Tests Jobs’ Vaterschaft bestätigt hatte, wurde er zur Zahlung von 500 US-Dollar pro Monat verpflichtet.
Seit ihrem neunten Lebensjahr trug Brennan-Jobs den Nachnamen ihres Vaters und lebte später einige Jahre bei ihm und seiner Ehefrau Laurene Powell Jobs, der Mutter ihrer drei Halbgeschwister. Ihr Vater finanzierte Brennan-Jobs das Studium an der Harvard University und am King’s College London. Jobs räumte später ein, dass er den Computer Apple Lisa nach seiner ältesten Tochter benannt habe.
Im Jahr 2018 veröffentlichte sie ihre Memoiren Beifang (Originaltitel: Small Fry), in denen sie sich mit der ambivalenten Beziehung zu ihrem Vater auseinandersetzt. 
Brennan-Jobs wurde bereits in mehreren Filmen über ihren Vater porträtiert, darunter Die Silicon Valley Story (1999), Jobs (2013) und Steve Jobs (2015). Zudem ist ihr eine der fiktiven Hauptfiguren in dem Buch A Regular Guy, das von ihrer Tante Mona Simpson geschrieben wurde, nachempfunden.

## Schrift
- Beifang: Eine Kindheit wie ein Roman. Berlin Verlag, 2. Edition, 2018, 384 Seiten, ISBN 978-3827013644.